# سيد خليل المراغي
سيد خليل المراغي (27 يونيو 1945 - 10 يوليو 2015)، كاتب وأديب من أبناء صعيد مصر، من مواليد مركز المراغة محافظة سوهاج. توفي في عام 2015.

## نشأته
حصل على المركز الأول في مسابقة القصة القصيرة على مستوى طلاب الجمهورية عام 1956 وكان وقتها في الحادية عشر، وتسلم جائزته من وزير التعليم؛ حيث كان حينها السيد كمال الدين حسين، والذي ذهب خصيصا لمدرسته لتشجيعه.
نزح من سوهاج إلى أسيوط والتحق بمدرسة الزراعة وحصل على دبلوم الزراعة عام 1964، واستمر طوال هذه الفترة يتواصل مع الصحف المصرية والعربية والتي نشرت له العديد من القصص القصيرة والقصائد الشعرية القصيرة أيضا.
أصيب بالاكتئاب الشديد بعد نكسة عام 1967 وسافر إلى خارج مصر ولم يستقر في مكان، فتنقل من لبنان إلى اليونان وفرنسا والولايات المتحدة، وصولا إلى الجزائر، وقد أتى بين فترة وأخرى إلى مصر في زيارات قصيرة، حتى عاد إليها نهائيا عام 1977، وشارك في المظاهرات التي اجتاحت شوارع مصر وقتها وتم اعتقاله مع المئات لفترة قصيرة.
طوال الفترة السابقة لم يتوقف عن الكتابة ولكنه لم ينشر أي من أعماله، عاد واستأنف نشاطه بعد أن استقر في القاهرة ونشرت أعماله في الصحف والمجلات المصرية، كـالأهرام والمساء وروزاليوسف وصباح الخير والهلال وحريتي وأخبار الأدب والإخاء الإبرانية والعربي الكويتية والبيان الإماراتية وغيرها.

## أعماله

### مجموعات قصصية
- ليلة توارى فيها القمر
- أحلام عائلة مجنونة
- هناء والأريكة الخالية
- سعد وعزيزة والحب
- تقاسيم على إيقاع الزمن
- صورة ضاحكة.. وسطر كلام

### مسلسلات
- سعد وعزيزة والحب
- سعد والأيام
- هند والزمن الصعب